# Chlorid železitý
Chlorid železitý (chemický vzorec FeCl3) je světle hnědá hygroskopická anorganická sloučenina, která se za působení vzdušné vlhkosti samovolně roztéká. Její roztoky se používají v elektrotechnice při výrobě plošných spojů jako leptadlo, rozpouštějící nechráněnou vrstvu kovové mědi. Používá se také jako vločkovací přísada při čištění odpadních vod a také se z něj vyrábí barviva.

## Výroba
Bezvodý chlorid železitý lze připravit přímou syntézou z prvků.
2 Fe + 3 Cl2 → 2 FeCl3
Vodný roztok se průmyslově připravuje z železa nebo železné rudy, prvním krokem je příprava chloridu železnatého:
- rozpuštění železa v roztoku chloridu železitého
Fe(s) + 2 FeCl3(aq) → 3 FeCl2(aq)
- rozpuštění železné rudy v kyselině chlorovodíkové
Fe3O4(s) + 8 HCl(aq) → FeCl2(aq) + 2 FeCl3(aq) + 4 H2O

Který je následně oxidován na chlorid železitý plynným chlorem
2 FeCl2(aq) + Cl2(g) → 2 FeCl3(aq)
Nejjednodušší způsob přípravy je rozpuštění rzi v kyselině chlorovodíkové. Takto získaný roztok je vhodný například k leptání plošných spojů, kde nejsou na závadu případné nečistoty.
FeO(OH) + 3 HCl → FeCl3 + 2 H2O